# Mojmír Horyna

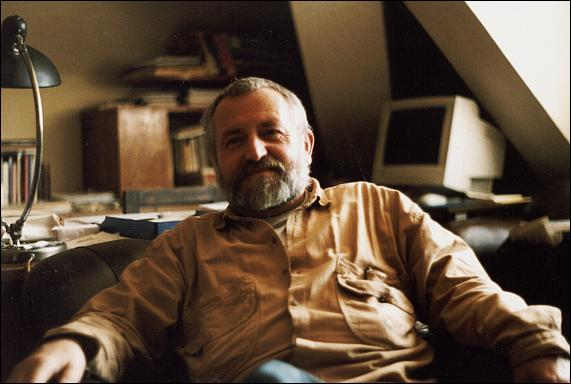
Mojmír Horyna

Mojmír Horyna (ur. w 1945, zm. 26 stycznia 2011) – czeski historyk sztuki i prorektor Uniwersytetu Karola w Pradze, szef instytutu historii sztuki tegoż uniwersytetu. Specjalizował się w barokowej architekturze i sztuce XIX w. Uchodził na za największego znawcę Jana Blažeja Santiniego.
Zmarł w Pradze 26 stycznia 2011 roku w wieku 65 lat.